# Jean II de Montmirail
Jean II de Montmirail, (décédé en 1240), seigneur de Montmirail, d'Oisy, de Crèvecœur, châtelain de Cambrai.

## Filiation
Fils de Jean Ier de Montmirail et d'Helvide de Dampierre
Il épouse Élisabeth de Chartres, fille de Thibaut V de Blois, comte de Chartres, et veuve de Sulpice III d'Amboise. Il n'aura pas de descendant.
Mathieu de Montmirail, son frère cadet, mort en 1262, lui succédera dans toutes ses seigneuries et titres, et après lui leur sœur Marie de Montmirail (morte en 1273), femme d'Enguerrand III de Coucy.

## Biographie
Jean II, devenu l’aîné des enfants de Jean de Montmirail par la suite de la mort prématurée de Guillaume, eut à soutenir l’honneur des illustres Maisons d’Oisy et de Montmirail : il devint un des plus grands personnages de l’époque, fut l’ami de Louis VIII et de saint Louis et prit une part très active à tous les événements de son temps
Nous sommes en 1214, la plupart des souverains de l’Europe, jaloux de la puissance toujours croissante de Philippe Auguste, forme une coalition pour l’écraser. Le Roi convoque toute l’élite de sa noblesse et, soutenu par des contingents des communes de France, bat à Bouvines l’empereur Otton IV du Saint-Empire et ses alliés, le roi d’Angleterre, le comte de Flandre, etc. Tout donne à croire que Jean II s’empressa de porter secours à son souverain avec tous ses vassaux : des liaisons intimes avec la cour lui en faisaient un devoir plus qu’à tout autre.
En 1215, les Anglais avaient appelé eux-mêmes Louis, fils de Philippe Auguste, au trône d'Angleterre. Beaucoup de guerriers accompagnèrent ce prince, quand il se rendit en Angleterre pour en recueillir la couronne et pour recevoir le serment des seigneurs anglais qui l’attendaient, Jean II ne manqua pas de l’y suivre avec de nombreux vassaux. Mais il ne tarda pas à revenir en France avec Louis, qui ne put se maintenir sur le trône d’Angleterre.
- En janvier 1226, il se croise et participe à la croisade contre les Albigeois[1]

- On doit à Jean II la loi donnée aux habitants de Marquion en 1238, loi presque entièrement calquée sur celle d’Oisy[2] (Charte des Libertés et Lois Criminelles.

- Il mourut sans enfant en 1240 et fut enterré à Chartres.

Son sceau conservé à la bibliothèque de Chartres représente un cavalier équestre portant cotte de mailles, l’épée au poignet et l’écu sur la poitrine, autour du sceau, on lit : « Sigillum Johannis Comitis Carnotensis » ; contre-sceau : « Sigillum secreti mei ».